# Dennis Gilbert
Dennis Gilbert (né le 30 octobre 1996 à Buffalo, dans l'État de New York aux États-Unis) est un joueur professionnel américain de hockey sur glace. Il évolue au poste de défenseur.

## Biographie

### Carrière junior
Il joue son hockey junior avec les Sabres junior de Buffalo dans la OJHL et le Steel de Chicago dans la USHL. Il est repêché en 3e ronde, 91e au total, par les Blackhawks de Chicago au repêchage d'entrée dans la LNH 2015. Il dispute son hockey universitaire avec les Fighting Irish de Notre Dame qui évoluent dans la Hockey East. À sa 2e saison avec les Fighting Irish en 2016-2017, il aide l'équipe à participer au Frozen Four en plus d'être nommé meilleur défenseur défensif et de faire partie de la 3e équipe d'étoiles de la division. Il conclut sa carrière universitaire en 2017-2018. 

### Carrière en club
Le 14 avril 2018, il devient un joueur professionnel en signant son contrat d'entrée de 3 ans avec les Blackhawks. 
Avec encore 1 année à écouler à son contrat en date du 10 octobre 2020, il est échangé à l'Avalanche du Colorado avec Brandon Saad en retour de Nikita Zadorov et d'Anton Lindholm. 
Après 2 saisons avec le Colorado, il quitte l'organisation comme agent libre et signe un contrat de 2 ans avec les Flames de Calgary, le 13 juillet 2022.

## Statistiques

### En club
| Saison     | Équipe                       | Ligue      |     | Saison régulière | Saison régulière | Saison régulière | Saison régulière | Saison régulière |   | Séries éliminatoires | Séries éliminatoires | Séries éliminatoires | Séries éliminatoires | Séries éliminatoires |
| Saison     | Équipe                       | Ligue      | PJ  | B                | A                | Pts              | Pun              | PJ               | B | A                    | Pts                  | Pun                  |                      |                      |
| 2011-2012  | St.Joseph's Collegiate       | USHS       | 27  | 4                | 5                | 9                | 2                | -                | - | -                    | -                    | -                    |                      |                      |
| 2012-2013  | St.Joseph's Collegiate       | USHS       | 28  | 12               | 8                | 20               | 21               | -                | - | -                    | -                    | -                    |                      |                      |
| 2013-2014  | Sabres junior de Buffalo     | OJHL       | 35  | 4                | 13               | 17               | 36               | 10               | 0 | 3                    | 3                    | 8                    |                      |                      |
| 2014-2015  | Steel de Chicago             | USHL       | 59  | 4                | 23               | 27               | 89               | -                | - | -                    | -                    | -                    |                      |                      |
| 2015-2016  | Fighting Irish de Notre Dame | HE         | 37  | 2                | 8                | 10               | 34               | -                | - | -                    | -                    | -                    |                      |                      |
| 2016-2017  | Fighting Irish de Notre Dame | HE         | 40  | 0                | 22               | 22               | 22               | -                | - | -                    | -                    | -                    |                      |                      |
| 2017-2018  | Fighting Irish de Notre Dame | B1G        | 39  | 4                | 6                | 10               | 16               | -                | - | -                    | -                    | -                    |                      |                      |
| 2018-2019  | IceHogs de Rockford          | LAH        | 63  | 5                | 9                | 14               | 67               | -                | - | -                    | -                    | -                    |                      |                      |
| 2018-2019  | Blackhawks de Chicago        | LNH        | 1   | 0                | 0                | 0                | 2                | -                | - | -                    | -                    | -                    |                      |                      |
| 2019-2020  | IceHogs de Rockford          | LAH        | 30  | 1                | 6                | 7                | 46               | -                | - | -                    | -                    | -                    |                      |                      |
| 2019-2020  | Blackhawks de Chicago        | LNH        | 21  | 1                | 2                | 3                | 38               | -                | - | -                    | -                    | -                    |                      |                      |
| 2020-2021  | Avalanche du Colorado        | LNH        | 3   | 0                | 0                | 0                | 5                | -                | - | -                    | -                    | -                    |                      |                      |
| 2020-2021  | Eagles du Colorado           | LAH        | 17  | 1                | 7                | 8                | 4                | -                | - | -                    | -                    | -                    |                      |                      |
| 2021-2022  | Eagles du Colorado           | LAH        | 52  | 6                | 17               | 23               | 41               | -                | - | -                    | -                    | -                    |                      |                      |
| 2022-2023  | Flames de Calgary            | LNH        | 23  | 1                | 3                | 4                | 27               | -                | - | -                    | -                    | -                    |                      |                      |
| 2022-2023  | Wranglers de Calgary         | LAH        | 26  | 2                | 3                | 5                | 41               | -                | - | -                    | -                    | -                    |                      |                      |
| 2023-2024  | Flames de Calgary            | LNH        | 34  | 1                | 6                | 7                | 16               | -                | - | -                    | -                    | -                    |                      |                      |
| 2024-2025  | Sabres de Buffalo            | LNH        | 25  | 0                | 5                | 5                | 50               | -                | - | -                    | -                    | -                    |                      |                      |
| 2024-2025  | Sénateurs d'Ottawa           | LNH        | 4   | 0                | 1                | 1                | 0                | -                | - | -                    | -                    | -                    |                      |                      |
| Totaux LNH | Totaux LNH                   | Totaux LNH | 111 | 3                | 17               | 20               | 138              | -                | - | -                    | -                    | -                    |                      |                      |

## Trophées et honneurs personnels

### USHL
- 2014-2015 : nommé dans l'équipe des recrues.

### Hockey East
- 2016-2017 : 
  - meilleur défenseur défensif.
  - nommé dans la troisième équipe d'étoiles.